# Dom Zdrojowy w Jastrzębiu-Zdroju
Dom Zdrojowy w Jastrzębiu-Zdroju – zabytkowy obiekt posanatoryjny leżący na terenie zespołu uzdrowiskowego, położony w Parku Zdrojowym na osiedlu Zdrój. Został wybudowany w stylu szwajcarskim (w konstrukcji szkieletowej) w 1862 roku przez Feliksa von Königsdorffa. W środku znajdowały się kabiny kuracyjne, a także można było napić się tu solanki, mieściła się tu kawiarnia, czytelnia, sala taneczna oraz kasyno. Przez długie lata budynek zwany był więc „Szwajcarką” lub „Kasynem”. W latach 90. XX wieku przeszedł gruntowną modernizację. Obecnie w dawnym budynku sanatoryjnym mieści się kawiarnia oraz Miejski Ośrodek Kultury, Jastrzębski Klub Fotograficzny "Niezależni" i Towarzystwo Miłośników Ziemi Jastrzębskiej.